# Copa de la Emperatriz
La Empress's Cup All-Japan Women's Soccer Championship Tournament (皇后杯全日本女子サッカー選手権大会 Kōgōhai Zen Nippon Joshi Sakkaa Senshuken Taikai), o simplemente "The Empress's Cup" (en español la Copa de la Emperatriz) es una competición de fútbol femenino de Japón. Como torneo de eliminación directa, se considera la contraparte femenina de la Copa del Emperador masculina. El nombre "Copa de la Emperatriz" se usa desde la temporada 2012, año en que el trofeo fue creado.
Entre el 2004 y 2011, la final era jugada el día de año nuevo en el Estadio Olímpico de Tokio antes de la final de la Copa del Emperador, y era considerado el encuentro tradicional para el término de la temporada. Sin embargo, desde 2012 la final es disputada separadamente de la final de la Copa del Emperador.

## Historial
| Año  | Campeón                           | Resultado      | Subcampeón                        |
| ---- | --------------------------------- | -------------- | --------------------------------- |
| 1979 | F.C. Jinnan                       | 2–1            | Takatsuki F.C. Ladies             |
| 1980 | Shimizu Dai-hachi S.C.            | 2–0            | F.C. Jinnan                       |
| 1981 | Shimizu Dai-hachi S.C.            | 6–0            | F.C. PAF                          |
| 1982 | Shimizu Dai-hachi S.C.            | 6–0            | F.C. Jinnan                       |
| 1983 | Shimizu Dai-hachi S.C.            | 2–0            | Takatsuki F.C. Ladies             |
| 1984 | Shimizu Dai-hachi S.C.            | 4–0            | Takatsuki F.C. Ladies             |
| 1985 | Shimizu Dai-hachi S.C.            | 5–1            | Takatsuki F.C. Ladies             |
| 1986 | Shimizu Dai-hachi S.C.            | 1–0            | Yomiuri S.C. Ladies Beleza        |
| 1987 | Yomiuri S.C. Ladies Beleza        | 2–0            | Shimizu Dai-hachi S.C.            |
| 1988 | Yomiuri S.C. Ladies Beleza        | 2–0            | Takatsuki F.C. Ladies             |
| 1989 | Takatsuki F.C. Ladies             | 1–0            | Shimizu F.C. Ladies               |
| 1990 | Nikko Securities Dream Ladies     | 3–3 (4–1 pen.) | Suzuyo Shimizu F.C. Lovely Ladies |
| 1991 | Suzuyo Shimizu F.C. Lovely Ladies | 0–0 (3–1 pen.) | Yomiuri S.C. Ladies Beleza        |
| 1992 | Nikko Securities Dream Ladies     | 1–0            | Yomiuri S.C. Ladies Beleza        |
| 1993 | Yomiuri S.C. Ladies Beleza        | 2–0            | Prima Ham F.C. Kunoichi           |
| 1994 | Prima Ham F.C. Kunoichi           | 4–1            | Nikko Securities Dream Ladies     |
| 1995 | Fujita Soccer Club Mercury        | 3–2            | Yomiuri-Seiyu Beleza              |
| 1996 | Nikko Securities Dream Ladies     | 3–0            | Yomiuri-Seiyu Beleza              |
| 1997 | Yomiuri-Seiyu Beleza              | 1–0            | Prima Ham F.C. Kunoichi           |
| 1998 | Prima Ham F.C. Kunoichi           | 1–0            | Nikko Securities Dream Ladies     |
| 1999 | Tasaki Perule F.C.                | 0–0 (4–2 pen.) | Prima Ham F.C. Kunoichi           |
| 2000 | NTV Beleza                        | 2–1            | Tasaki Perule F.C.                |
| 2001 | Iga F.C. Kunoichi                 | 2–1 (t.s.)     | Tasaki Perule F.C.                |
| 2002 | Tasaki Perule F.C.                | 1–0            | NTV Beleza                        |
| 2003 | Tasaki Perule F.C.                | 2–2 (5–3 pen.) | NTV Beleza                        |
| 2004 | NTV Beleza                        | 3–1            | Saitama Reinas F.C.               |
| 2005 | NTV Beleza                        | 4–1            | Tasaki Perule F.C.                |
| 2006 | Tasaki Perule F.C.                | 2–0            | Okayama Yunogo Belle              |
| 2007 | NTV Beleza                        | 2–0            | Tasaki Perule F.C.                |
| 2008 | NTV Beleza                        | 4–1            | INAC Leonessa                     |
| 2009 | NTV Beleza                        | 2–0            | Urawa Red Diamonds Ladies         |
| 2010 | INAC Kobe Leonessa                | 1–1 (3–2 pen.) | Urawa Red Diamonds Ladies         |
| 2011 | INAC Kobe Leonessa                | 3–0            | Albirex Niigata Ladies            |
| 2012 | INAC Kobe Leonessa                | 1–0            | JEF United Ichihara Chiba Ladies  |
| 2013 | INAC Kobe Leonessa                | 2–2 (4–3 pen.) | Albirex Niigata Ladies            |
| 2014 | NTV Beleza                        | 1–0            | Urawa Red Diamonds Ladies         |
| 2015 | INAC Kobe Leonessa                | 1–0            | Albirex Niigata Ladies            |
| 2016 | INAC Kobe Leonessa                | 0–0 (5–4 pen.) | Albirex Niigata Ladies            |
| 2017 | NTV Beleza                        | 3–0            | Nojima Stella Kanagawa Sagamihara |
| 2018 | NTV Beleza                        | 4–2 (t.s.)     | INAC Kobe Leonessa                |
| 2019 | NTV Beleza                        | 1–0            | Urawa Red Diamonds Ladies         |
| 2020 | Nippon TV Tokyo Verdy Beleza      | 4–3            | Urawa Red Diamonds Ladies         |
| 2021 | Urawa Red Diamonds Ladies         | 1–0            | JEF United Chiba Ladies           |
| 2022 | Nippon TV Tokyo Verdy Beleza      | 4–0            | INAC Kobe Leonessa                |
| 2023 | INAC Kobe Leonessa                | 1–1 (6–5 pen.) | Urawa Red Diamonds Ladies         |
| 2024 | Urawa Red Diamonds Ladies         | 1–1 (5–4 pen.) | Albirex Niigata Ladies            |